# 光萼茶藨子
光萼茶藨子（学名：Ribes glabricalycinum）为虎耳草科茶藨子属下的一个种。

## 扩展阅读
- 維基物種上的相關：光萼茶藨子